# Euthalenessa chacei
Euthalenessa chacei är en ringmaskart som beskrevs av Pettibone 1970. Euthalenessa chacei ingår i släktet Euthalenessa och familjen Sigalionidae. Inga underarter finns listade i Catalogue of Life.